# G7-Gipfel auf Schloss Elmau 2015
Der G7-Gipfel auf Schloss Elmau war ein Treffen der Gruppe der Sieben in Krün (Landkreis Garmisch-Partenkirchen) im Freistaat Bayern. Der 41. G7-Gipfel fand vom 7. bis 8. Juni 2015 im Schloss Elmau statt, einem Fünf-Sterne-Hotel oberhalb der Ortschaft Klais im Wettersteingebirge. Auch Schloss Kranzbach wurde von der Bundesregierung genutzt. Da Deutschland nach dem G7-Gipfel 2014 in Brüssel die Präsidentschaft übernommen hatte, wurde die Konferenz von Bundeskanzlerin Angela Merkel geleitet. Das sechste Gipfeltreffen in Deutschland nach Bonn (1978, 1985), München (1992), Köln (1999) und Heiligendamm (2007) stand unter dem Motto „An morgen denken. Gemeinsam handeln.“
Vor und während des Treffens gab es massive Sicherheitsvorkehrungen. Da der Veranstaltungsort geographisch unzugänglich lag und es zudem in der Vorbereitung der Proteste zu einer inneren Zersplitterung der Gipfelgegner kam, blieben die befürchteten gewalttätigen Proteste durch Globalisierungskritiker aus. Da im Gegensatz zu vorangegangenen Treffen nicht einmal eine einzige Scheibe zu Bruch ging, war die Rede vom friedlichsten G7-Gipfel aller Zeiten.
Unter anderem vereinbarten die G7-Staaten, die weltweiten Treibhausgasemissionen bis 2050 um 70 % zu reduzieren und die Weltwirtschaft bis 2100 vollständig zu dekarbonisieren.

## Geplante Themen
- Außen-, Sicherheits- und Entwicklungspolitik
- Post-2015-Agenda
- Meeresumweltschutz, Meeresgovernance und Ressourceneffizienz im Bereich Umwelt
- Antibiotikaresistenzen, vernachlässigte und armutsassoziierte Krankheiten im Bereich Gesundheit
- Standards in Handels- und Lieferketten
- Stärkung von Frauen bei Selbständigkeit und beruflicher Bildung
- Energieversorgungssicherheit[9]

Angela Merkel bezeichnete eine Woche vor dem Treffen die Vorbereitung der UN-Klimakonferenz in Paris am Jahresende und die Frage, welche Schlüsse aus der Ebolafieber-Epidemie 2014 zu ziehen seien, als zwei der wichtigsten Themen des Gipfels. Auch der Bekämpfung des Hungers und der absoluten Armut räumte sie hohe Priorität ein.

## Vorbereitungstreffen

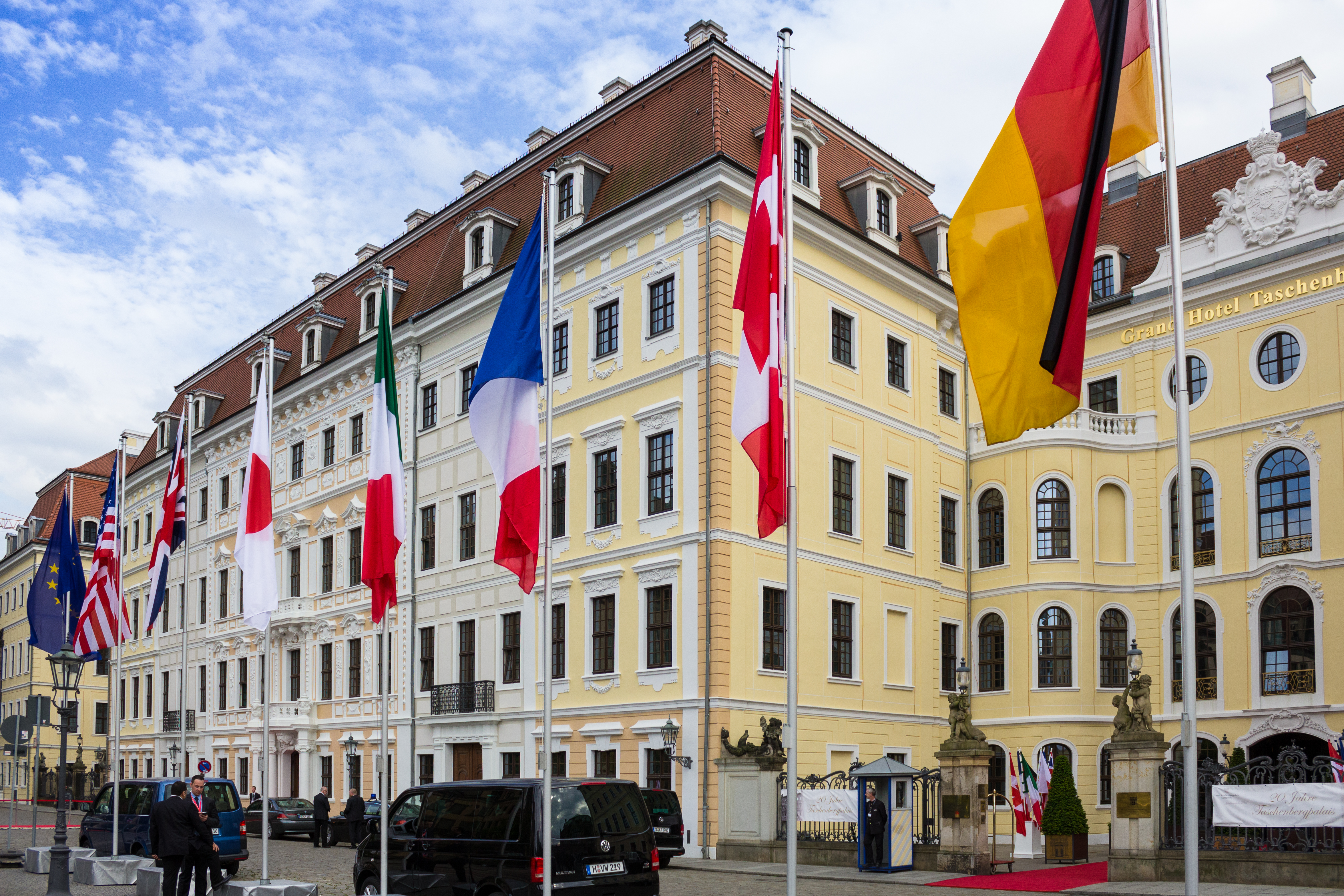
Treffen der Finanzminister in Dresden

Um Absichtserklärungen zu erstellen und möglichst wenige Fragen zu den Gipfelthemen offen zu lassen, trafen sich zuvor Unterhändler der jeweiligen Regierungen:
| Datum                | Treffen                 | Tagungsort |
| -------------------- | ----------------------- | ---------- |
| 14. – 15. April 2015 | Außenminister-Treffen   | Lübeck     |
| 11. – 12. Mai 2015   | Energieminister-Treffen | Hamburg    |
| 27. – 29. Mai 2015   | Finanzminister-Treffen  | Dresden    |

Beim Treffen der Außenminister in Lübeck wurden Erklärungen unter anderem zu den Verhandlungen um das iranische Atomprogramm, zur Bedrohung der Handelswege durch Piraterie und zur Militärintervention im Jemen seit 2015 verabschiedet. Die Außenminister verurteilten erneut die Annexion der Krim durch Russland. Es gab mehrere Gegendemonstrationen. Die Kosten für den Polizeieinsatz, die sich durch 40.000 Überstunden auf 4,7 Millionen Euro beliefen, stießen auf unterschiedliche politische Bewertung.
Die Energieminister setzten sich bei ihrem Treffen für „nachhaltige Energiesicherheit“ ein. Dazu gehören die Sicherheit gegen Cyberangriffe und die Unterstützung der Ukraine in Anbetracht der europäischen Abhängigkeit von Erdgaslieferungen.
Das Treffen der Finanzminister im Dresdner Residenzschloss und im Taschenbergpalais fand unter Beteiligung der Ökonomen Kenneth S. Rogoff, Robert J. Shiller und Nouriel Roubini statt. Die Tagesordnung sah vor, eine bessere Zusammenarbeit bei Maßnahmen gegen die Finanzierung des Terrorismus zu beschließen. Vermögenswerte von Terroristen sollen schneller eingefroren werden, Finanzströme lückenloser beobachtet werden sowie neue Finanzierungswege etwa des Islamischen Staates (Antiquitätenschmuggel, Nutzung virtueller Währungen) diskutiert werden. Als Ergebnis wurde betont, man strebe stabiles Wirtschaftswachstum bei gleichzeitigem Rückgang der öffentlichen Verschuldung und der Haushaltsdefizite an. Dies sei kein Widerspruch. Die griechische Staatsschuldenkrise wurde zum inoffiziellen Thema. Die Verhandlungen über weitere Finanzhilfen für das Land stünden nicht vor dem von Griechenland behaupteten Durchbruch. Die IWF-Chefin Christine Lagarde hatte an anderer Stelle betont, sie schließe den Austritt Griechenlands aus dem Euroraum (Grexit) nicht mehr aus.

## Ergebnisse

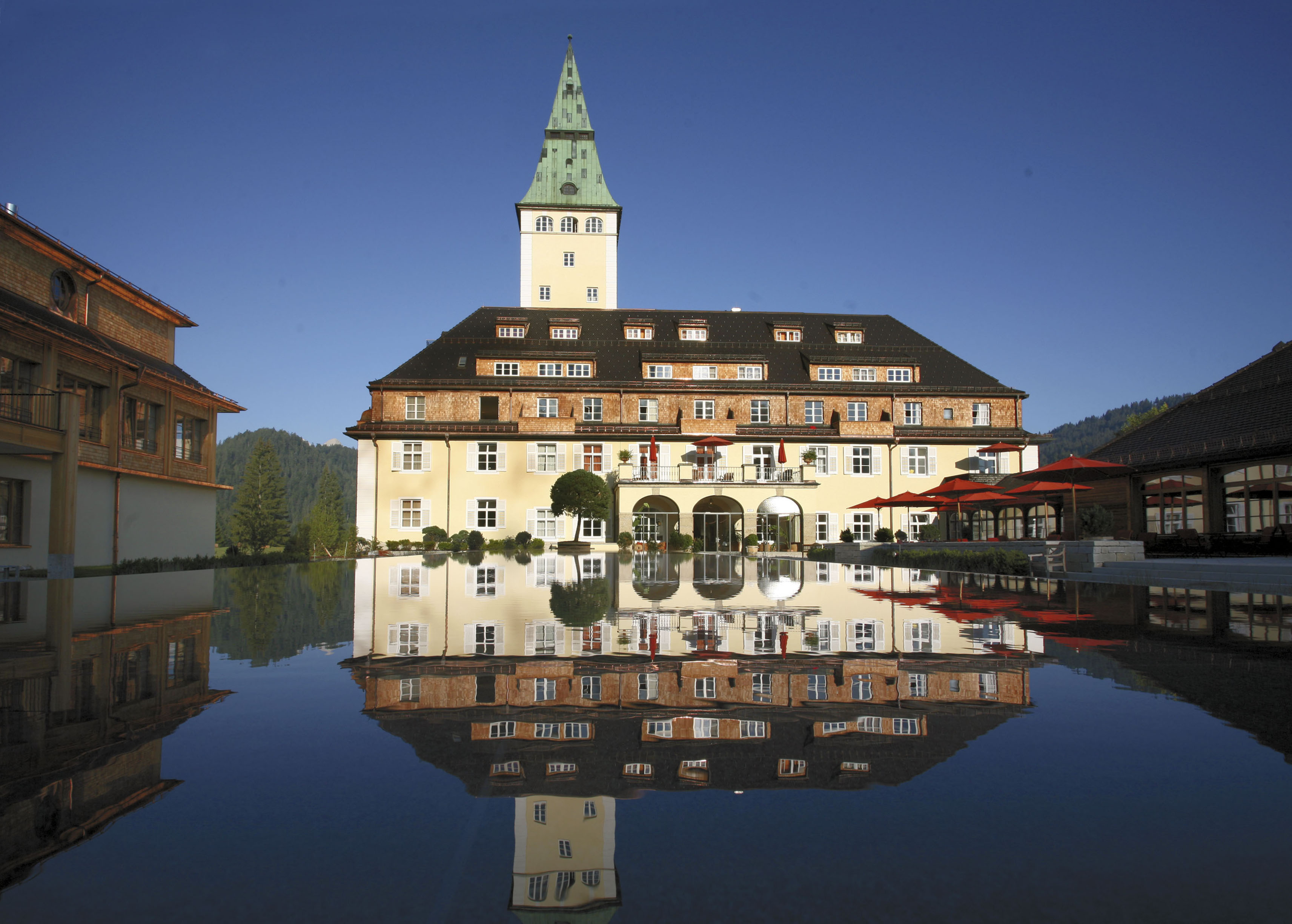
Veranstaltungsort Schloss Elmau

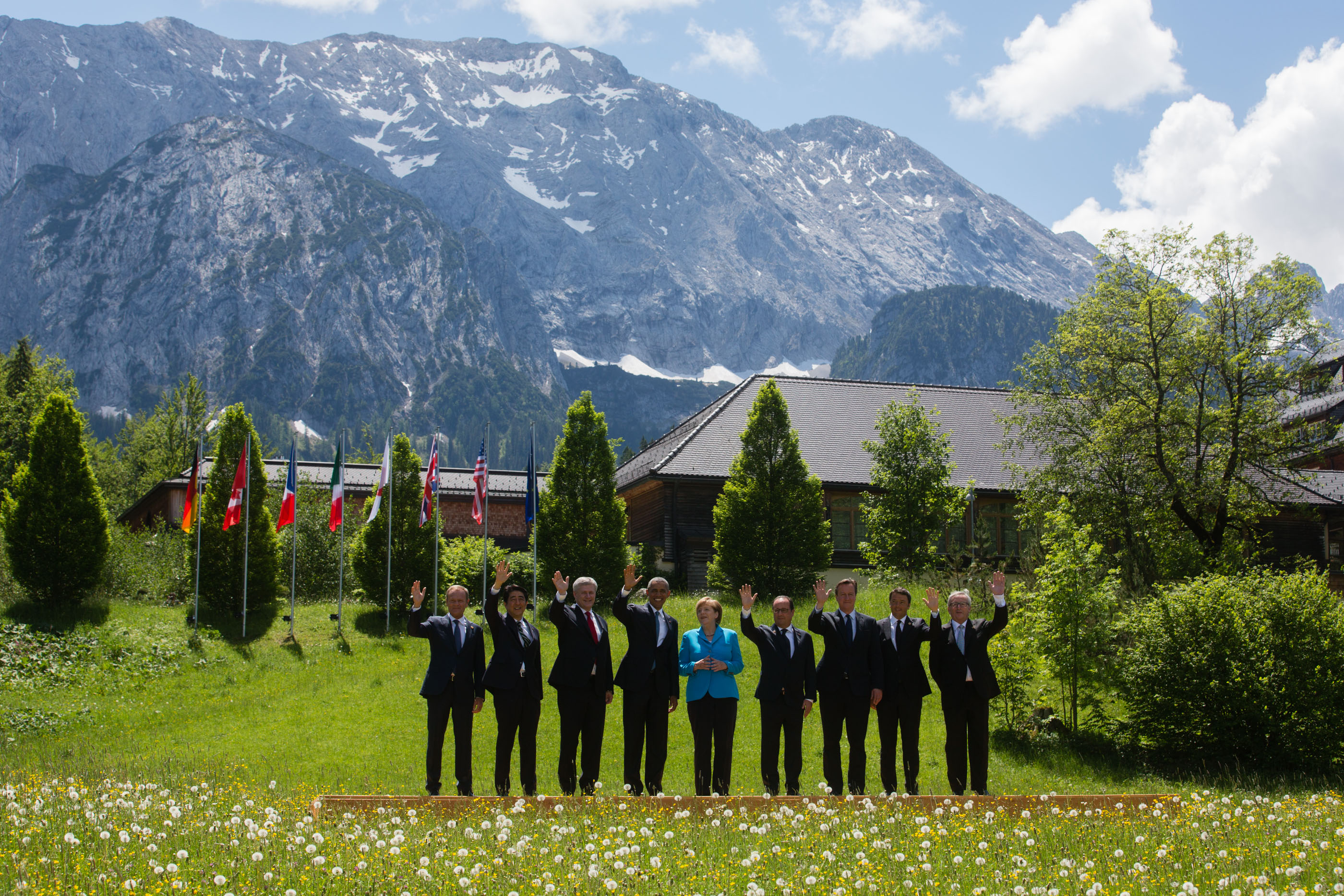
Die Teilnehmer der G7 und die Vertreter der Europäischen Union beim Gruppenfoto

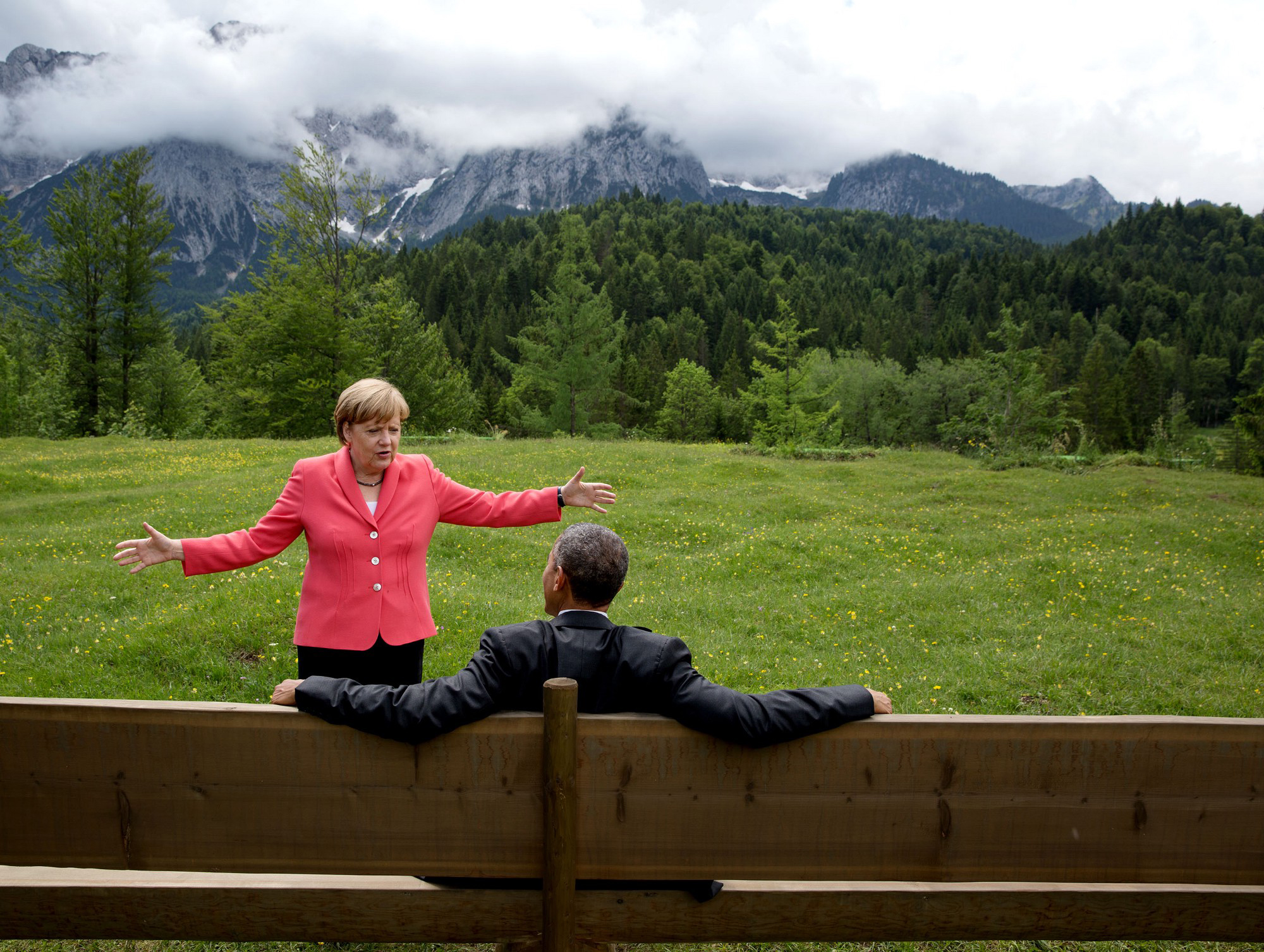
Angela Merkel und Barack Obama im Gespräch (Foto: Pete Souza)

Das als vorrangig gesehene Ergebnis des Gipfels war klimapolitischer Natur: das gegen den Widerstand Japans beschlossene Bekenntnis der G7-Staaten zum Zwei-Grad-Ziel der Erderwärmung und jenes zur Dekarbonisierung der Weltwirtschaft bis zum Ende des 21. Jahrhunderts, also dem schrittweisen und vollständigen Verzicht auf fossile Energieträger wie Kohle, Erdgas und Erdöl. Bis 2050 sollen die weltweiten Emissionen von Treibhausgasen gegenüber 2010 um 40 bis 70 % reduziert werden. Die G7-Staaten wollen diese Ziele mit eigenen Beiträgen und einem Fonds für Entwicklungsländer von jährlich 100 Millionen US-Dollar finanzieren. Von G7-kritischen Organisationen wie Oxfam und Greenpeace kam unerwartetes Lob. Greenpeace hatte noch während der Gipfelkonferenz den Satz: „G7: 100 Prozent Erneuerbare Energien!“ auf das Zugspitzmassiv projiziert. Auch Avaaz, die European Climate Foundation und der WWF äußerten ihre Zustimmung. Kritik an der Realisierbarkeit dieser Absichtserklärungen kam sowohl aus der Presse als auch der deutschen Opposition. Der Klimaforscher Mojib Latif äußerte, Anspruch und Wirklichkeit lägen hier weit auseinander. Der Bundesverband Erneuerbare Energie erklärte, die Vereinbarungen gingen in die richtige Richtung, müssten sich aber erst noch in der Realität beweisen. Zudem sei das Ziel, bis 2050 40 % bis 70 % weniger Emissionen auszustoßen als 2010, eine Mindestanforderung.
Die G7-Staaten verurteilten erneut die Annexion der Krim durch die Russische Föderation und betonten, dass Russland sich damit außerhalb der Wertegemeinschaft der G7 gestellt habe und eine Wiederaufnahme in das Forum, zurück zu G8, derzeit nicht möglich sei. Sie behielten sich vor, die Sanktionen gegen Russland zu verschärfen, falls die Lage in der Ostukraine weiter eskalieren würde. Bei einer Deeskalation könnten sie allerdings auch gelockert werden. Die G7-Staaten signalisierten des Weiteren, dass nun Konsens darüber bestehe, der Ukraine keine Waffen zu liefern, eine Haltung, die die Vereinigten Staaten nicht immer geteilt hatten.
Um das weltweite Wirtschaftswachstum durch den Abbau von Handelsschranken zu fördern, sprachen sich die Delegierten für einen Abschluss der Doha-Runde aus und befürworteten, ohne konkrete Zeitpunkte anzugeben, ein weiteres Vorantreiben und Beschleunigen der Arbeiten an den Freihandelsabkommen TTIP und CETA. Auch mit Japan soll ein Wirtschaftspartnerschaftsabkommen bis Ende 2015 abgeschlossen werden.
Die Teilnehmer zeigten sich „fest entschlossen“, die Zahl der Ebola-Erkrankten „auf Null zu reduzieren“ und verpflichteten sich, für die Verhütung von Epidemien zu sorgen. Um dieses Ziel umzusetzen, sollen bis 2020 mindestens 60 Länder, darunter die bereits betroffenen westafrikanischen Staaten, in ihren Gesundheitssystemen unterstützt werden. Antibiotikaresistenzen und vermeidbare Tropenkrankheiten sollen verstärkte Aufmerksamkeit erhalten. Auch zeigten sich die Teilnehmerstaaten „bestrebt“, bis 2030 500 Millionen von derzeit zwei Milliarden betroffenen Menschen von Hunger und Mangelernährung zu befreien.
Erstmaliges Thema auf einem G7-Gipfel war der Meeresschutz. Insbesondere der Plastikmüll in den Ozeanen wurde als globale Herausforderung „anerkannt“. An der Bekämpfung der Vermüllung der Meere müsse wirksamer gearbeitet werden, das Ziel sei, eine weltweite Bewegung zu begründen.
Die Vertreter der G7-Staaten bekräftigten weiterhin, auch zukünftig gemeinsam entschlossen gegen die Terrormiliz Islamischer Staat (IS) vorzugehen. Sie solle „besiegt“ werden.

## Infrastruktur und Kosten
Die Ortschaften um Schloss Elmau profitierten insofern vom Gipfel, als mehrere Millionen Euro in Bauprojekte investiert wurden. Neue Straßen wurden gebaut, Wasserleitungen erneuert, Glasfaserkabel verlegt oder Feuerwehrausrüstungen modernisiert. Alleine die kleine Gemeinde Krün investierte rund 10,5 Millionen Euro. Der Einzelhandel und die Hotel- und Tourismusbranche in Garmisch-Partenkirchen hingegen klagten bereits vor dem Treffen über Umsatzeinbußen, die auf die umfangreichen Sicherheitsmaßnahmen zurückgeführt wurden. Die deutsche Bundesregierung rechnete mit Kosten für den Bund, die mit denen des G8-Gipfels in Heiligendamm 2007 vergleichbar wären, also etwa 80 Millionen Euro. Auch der Freistaat Bayern stellte etwa 130 Millionen Euro bereit. Zudem genehmigte die Stadt München aufgrund etwaiger Proteste eine Million Euro für Sicherheitsmaßnahmen in der Landeshauptstadt. Nach internen Daten des Innenministeriums betrugen die Kosten hingegen ca. 200 Millionen Euro; Rolf von Hohenhau, Präsident des Bundes der Steuerzahler in Bayern, ging von Gesamtkosten in Höhe von 360 Millionen Euro aus.
Der stellvertretende Regierungssprecher Georg Streiter teilte auf Nachfrage im Rahmen der Regierungspressekonferenz vom 8. Januar 2016 mit, dass sich die Gesamtkosten des Bundes auf 112,64 Millionen Euro beliefen. Diese Summe setze sich aus 62,98 Millionen Euro „Ausgaben für die organisatorische und protokollarische Vorbereitung und Durchführung des Gipfeltreffens, für die Medienbetreuung sowie für die Sicherung der Staatsgäste und ihrer Delegationen“ und 49,66 Millionen Euro „zur Unterstützung des Freistaats Bayern bei der Wahrnehmung seiner verfassungsgemäßen Aufgaben im Bereich der Gefahrenabwehr, [...] durch pauschale Abgeltung sowie durch den Verzicht auf die Erstattung von Einsatzkosten von Bundesbehörden sowie verschiedener Sachkosten“ zusammen.
Nach dem Bericht des Bundesfinanzministeriums an den Haushaltsausschuss des Bundestags beliefen sich die Kosten, die aus öffentlichen Mitteln zu finanzieren waren, auf 116 Millionen Euro. Davon betrugen die Unterbringungskosten der Teilnehmer und ihrer Begleitung sowie die Medienbetreuung 28,3 Millionen Euro. Nach dem bis Ende April 2016 noch unveröffentlichten Bericht erhielt Bayern vom Bund für zusätzliche Sicherungsmaßnahmen 39,3 Millionen Euro.

## Sicherheitsmaßnahmen und Proteste

### Sicherheitsmaßnahmen

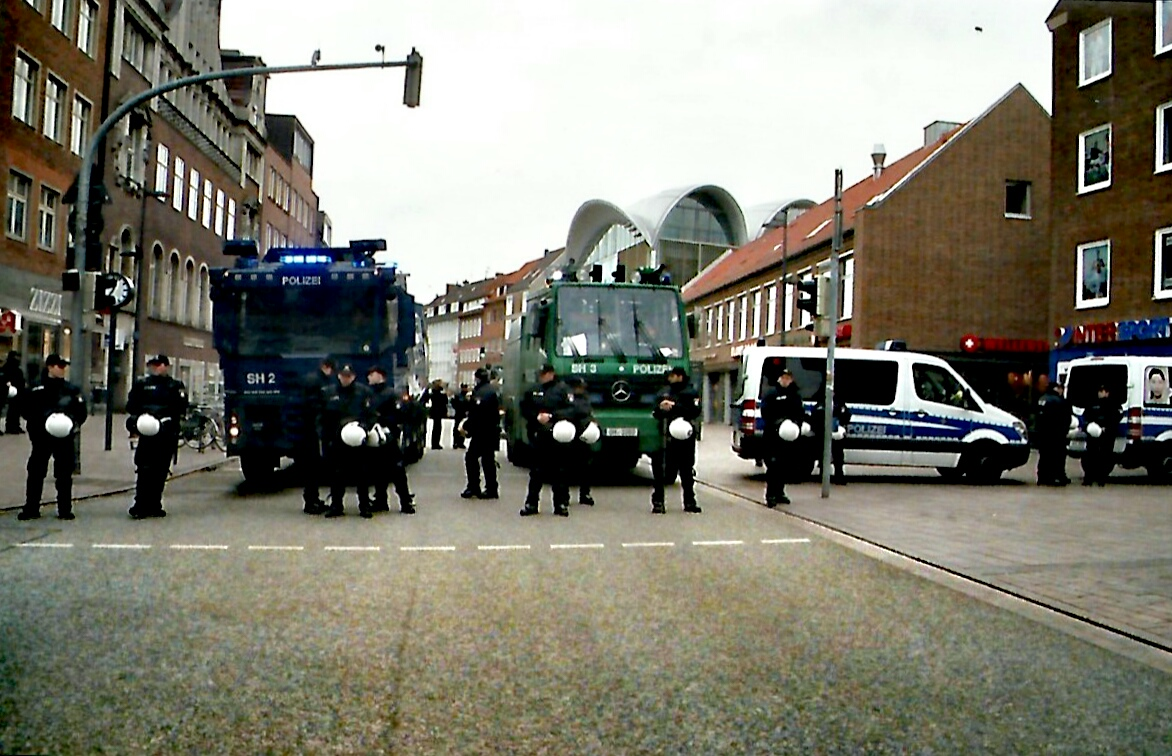
Sicherungsmaßnahmen für das Außenministertreffen in Lübeck

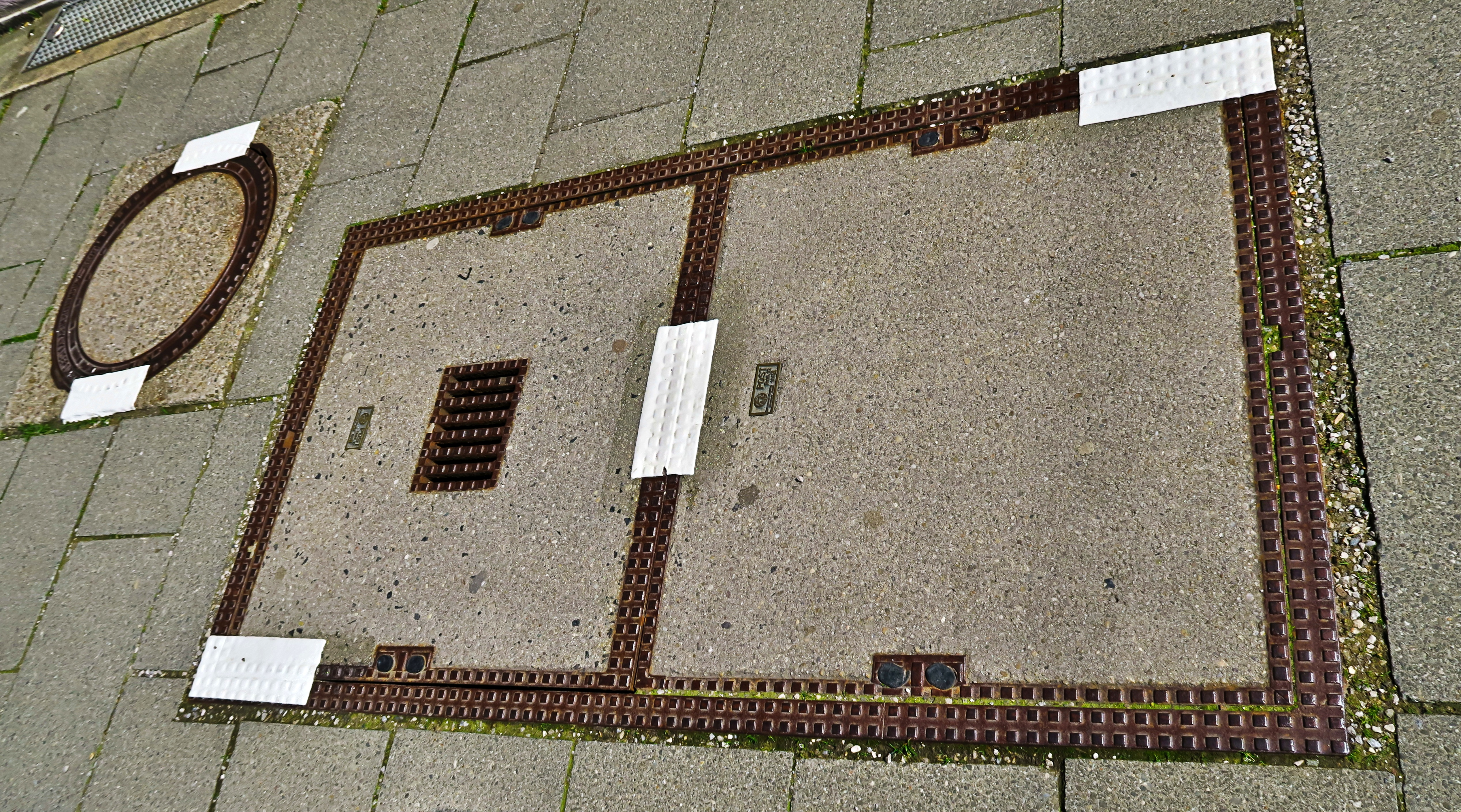
Versiegelte Kanaldeckel in Garmisch

Nachdem es acht Jahre zuvor beim G8-Gipfel in Heiligendamm bei Rostock schwere Krawalle mit vielen Verletzten und erheblichen Sachschäden gegeben hatte, wurden Vorkehrungen getroffen, um ähnliche Vorfälle zu verhindern. Um die Sicherheit der Regierungschefs und der Bevölkerung zu gewährleisten und die erwarteten Demonstrationen kontrollieren zu können, kamen Aspekte des üblichen Summit policing zur Anwendung: Um den Tagungsort, der wegen seiner geographischen Lage für Massendemonstrationen schwer erreichbar war, wurde eine 8 km lange Sicherheitszone errichtet. Unter Federführung des Bundesinnenministeriums wurden in Absprache mit dem bayerischen Innenminister Joachim Herrmann in Anwendung der Ausnahmeregelung des Art. 23 (heute: Art. 25) des Schengener Grenzkodex aufgrund des Gipfels vorübergehend Kontrollen an der nahe gelegenen Grenze zu Österreich eingeführt. Dies wurde auch an der Grenze zu Tschechien umgesetzt. Es wurden freie Gefängniszellen in renovierten Gebäuden, sowie Haftcontainer für 200 Gefangene bereitgestellt. 17 Staatsanwälte und 100 Richter standen im Schichtbetrieb in einem früheren Hotel der US-Armee bereit, um Unterbindungsgewahrsam und die Anordnung von Untersuchungshaft abzuarbeiten. Auf der Bundesstraße B2 von Garmisch-Partenkirchen nach Mittenwald wurden mehr als 10.000 Kanaldeckel von der Polizei versiegelt. Ein Protestcamp der Gipfelgegner in Garmisch-Partenkirchen wurde zunächst verboten, vom Verwaltungsgericht München jedoch wieder für zulässig erklärt. Im Vorhinein wies das Landratsamt Weilheim-Schongau die Bürgermeister der Umgebung Elmaus an, Landwirte davon abzuhalten, ihre Grundstücke an Protestierende zu vermieten.
Die Sicherheitsmaßnahmen waren sowohl für die österreichische als auch die deutsche Polizei wegen der räumlichen und zeitlichen Nähe mit denen zur Bilderberg-Konferenz verknüpft, die ab dem 10. Juni im Interalpen-Hotel Tyrol in Telfs, Österreich stattfand. Es waren etwa 17.000 deutsche Polizisten im Einsatz, darunter Einheiten des Unterstützungskommandos (USK), die durch die Bundespolizei und das Bundeskriminalamt von weiteren 3.000 Beamten unterstützt wurden. Auf österreichischer Seite beschäftigte der Gipfel ca. 2.100 Polizeibeamte, auch der Antiterroreinheit Cobra. Das Bundesverkehrsministerium legte für den 7. und 8. Juni 2015 die Flugbeschränkungsgebiete „ED-R Schloss Elmau“ und „ED-R Elmau gesamt“ fest. Bereits vor Beginn des Gipfels sprach die Polizei Betretungsverbote auch gegen Journalisten aus, was von der Deutschen Journalistenunion stark kritisiert wurde.
Die Proteste der Gipfelgegner wurden in deren Auftrag von Demo-Sanitätern medizinisch abgesichert. Diese stellten einen Sanitätswachdienst, der eng mit der Leitstelle Oberland kooperierte.

### Proteste

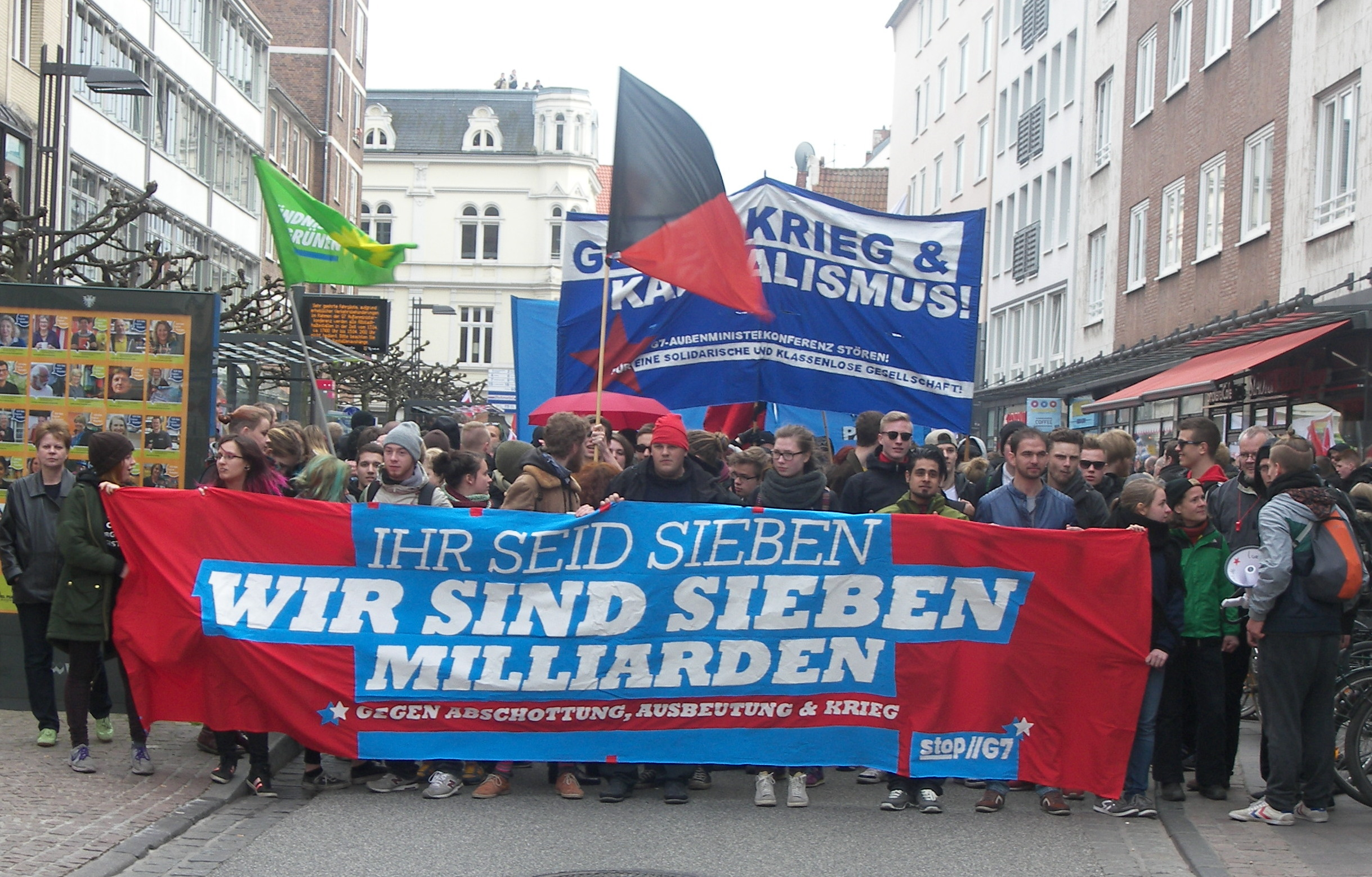
Demonstration beim Vorbereitungstreffen in Lübeck

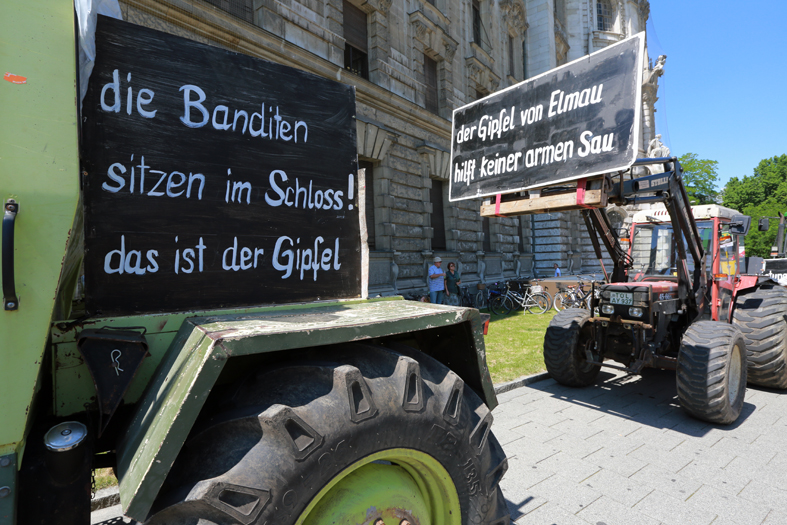
Gipfel der Alternativen in München

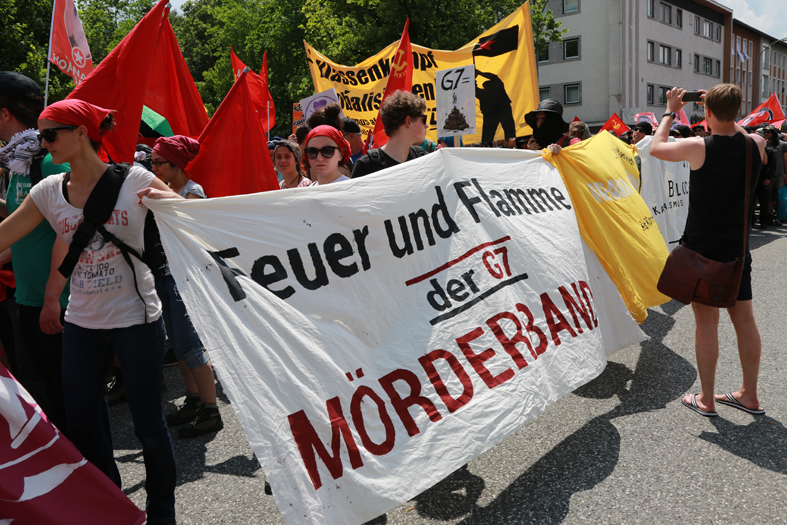
Demonstration in Garmisch-Partenkirchen am 7. Juni

Gegner des G7-Treffens argumentierten, der Kreis der Teilnehmer sei zu klein und elitär, die Thematiken sollten eher in der UNO besprochen werden und es ginge den Teilnehmern nicht um Konfliktlösung, sondern darum, Ressourcen besser ausbeuten und Profite maximieren zu können. Insofern handele es sich um ein „teures PR-Event“. Insofern waren die verschiedenen Strömungen der Gipfelgegner gespalten: Großorganisationen wie Campact, Bund Naturschutz und die bayerischen Grünen favorisierten eine Demonstration in München, während das radikalere Stoppt G-7-Bündnis Aktionen vor Ort, etwa in Garmisch-Partenkirchen befürwortete, die das Gipfeltreffen stören sollten. Auch Blockupy kündigte an, sich an den Protesten beteiligen zu wollen. Die Polizei und das Kreisverwaltungsreferat gingen nach den gewalttätig verlaufenen Protesten gegen die Eröffnung des Neubaus der Europäischen Zentralbank von einer großen Zahl militant agierender Demonstranten aus.
Nach kleineren Demonstrationen anlässlich der vorbereitenden Ministertreffen begann am 29. Mai ein eintägiges Protestcamp autonomer Gruppen in Nürnberg, das ebenso wie eine Demonstration in München nur auf geringe Beteiligung stieß. Blockaden wurden vorbereitend, zum Beispiel in Düsseldorf trainiert. Eine für den 7. Juni geplante Sternmarsch-Demonstration, die bis in die unmittelbare Nähe des Gipfeltreffens führen sollte, wurde vom Landratsamt Garmisch-Partenkirchen weitgehend verboten. Als Begründung wurde unter anderem angegeben, dass Zufahrten und Rettungswege freizuhalten seien. Am 5. Juni entschied schließlich das Verwaltungsgericht in München, dass lediglich 50 Personen in „Hör- und Sichtweite“ des G7-Gipfels protestieren dürften, eine Entscheidung, die vom Bayerischen Verwaltungsgerichtshof jedoch wieder revidiert wurde, nachdem die Demonstranten einen Transport in Polizeifahrzeugen als nicht zumutbar abgelehnt hatten.
Am 3. und 4. Juni fand in München ein „Gipfel der Alternativen“ statt. Unter den Referenten waren neben anderen Klaus Ernst, Christa Randzio-Plath, Conrad Schuhler, Hubert Weiger und Jean Ziegler. Zu den behandelten Themen gehörten die Politik der G7, globale Machtverhältnisse, die Wiederkehr von Kriegen, der Klimawandel, sowie Flucht und Migration. Er mündete am 4. Juni in eine Großdemonstration. Es demonstrierten, laut Polizeiangaben, über 34.000 Menschen unter dem Motto TTIP stoppen – Klima retten – Armut bekämpfen gegen das Treffen der G7 und insbesondere gegen das geplante Transatlantische Freihandelsabkommen (TTIP). Aufgerufen hatten die globalisierungskritische Organisation Attac, der Bund Naturschutz in Bayern, Bündnis 90/Die Grünen Bayern, Campact, Die Linke, Oxfam, die deutsche Welthungerhilfe und andere Parteien und Nichtregierungsorganisationen. Die Veranstalter sprachen von 40.000 Menschen.
Die Proteste in Garmisch-Partenkirchen begannen am 5. Juni mit einer Demonstration zum dortigen Europäischen Zentrum für Sicherheitsstudien, einer Einrichtung des US-amerikanischen und des deutschen Verteidigungsministeriums, an der etwa 400 Personen teilnahmen, die symbolisch ein Panzermodell aus Pappe verbrannten. Auf der Fahrt nach Garmisch wurde die Ökonomin und Rednerin auf der geplanten Demonstration, Jayati Ghosh, dreimal durch Polizeikontrollen gestoppt und damit vier Stunden aufgehalten, wie das Bündnis mitteilte. Am 6. Juni konnten die Gegner des Gipfels dort nach Polizeiangaben 3.600, nach Eigenangaben 7.000 Demonstranten mobilisieren. Es kam zu vereinzelten Auseinandersetzungen mit der Polizei, die Schlagstöcke und Pfefferspray einsetzte, sowie die Teilnehmer als Wanderkessel begleitete. Auch Journalisten wurden zum Teil dabei verletzt. Die Polizei nahm sechs Menschen fest.
Einen Tag darauf, am Beginn des Gipfels, räumte die Polizei mehrere kleinere Blockaden durch Aktivisten, die sich auf Straßen in Richtung Elmau gesetzt und kurzfristig eine Bahnstrecke blockiert hatten.
Die Teilnehmerzahlen der Demonstrationen am 7. Juni wurden von der Polizei mit 650, von den Veranstaltern mit 700 bis 1000 Personen angegeben. Damit lagen sie weit unter der erwarteten Dimension von 2000 bis 3000 gewaltbereiten Demonstranten. Die befürchteten Krawalle blieben aus. Die Polizei zählte 143 abgeschleppte Autos, 56 Festnahmen und 85 angezeigte Straftaten. Allein 45 der Festnahmen gingen auf eine Blockade der Zugänge zum Münchner Schlachthofgelände am 3. Juni durch eine Gruppe Tierschützer zurück.

## Reaktionen
Altbundeskanzler Helmut Schmidt äußerte sich dahingehend, dass er den Ausschluss Russlands aus der G8, die damit zur G7 wurde, nicht für sinnvoll halte. Im Hinblick auf mögliche Ergebnisse des Treffens war er pessimistisch und sagte im Interview, er hoffe, dass, den Ukraine-Konflikt betreffend, nicht noch „Öl ins Feuer gegossen“ werde. Ebenso wie Schmidt kritisierte der ehemalige Bundeskanzler Gerhard Schröder den Ausschluss Wladimir Putins. Russland habe eine Alternative zu Europa, was umgekehrt nicht gelte. Putin selbst schloss nach dem Gipfel eine Zusammenarbeit mit der G7 aus; bilaterale Beziehungen seien allerdings möglich.
Ex-Verteidigungsminister Karl-Theodor zu Guttenberg kritisierte, der Gipfel diene nur dazu, Erklärungen abzugeben, aber nicht dazu, Entscheidungen zu treffen, und bliebe daher ohne Folgen. In den Teilnehmerstaaten anstehende Wahlen würden dies blockieren.
Katrin Göring-Eckardt bemängelte, dass das Thema der Flüchtlingsproblematik nicht auf der Tagesordnung stehe, sowie den Umgang der bayerischen Behörden mit den Demonstrierenden. Mitglieder des Bundes für Umwelt und Naturschutz Deutschland und des Bundes Naturschutz in Bayern beanstandeten zudem starke Umweltschäden durch die Austragung des Gipfels in der Region.

In Bezug auf das massive Polizeiaufgebot sagte Jean-Claude Juncker ironisch, er plane am G7-Treffen teilzunehmen, wenn die bayerische Polizei ihn nicht daran hindere, das Hotel zu erreichen. In Hinblick auf den plötzlichen Gewittereinbruch am 6. Juni äußerte Bundesverkehrsminister Alexander Dobrindt während des Empfangs von Obama in Krün, als schönes Wetter herrschte: „Das muss man erst hinkriegen: Gestern die Demonstranten wegschwemmen und heute so ein Wetter.“ Der Fraktionsvorsitzende der bayerischen Grünen, Ludwig Hartmann, bezeichnete das große Polizeiaufgebot als „Sicherheits-Overkill“. Fünf Polizisten auf einen Demonstranten stünde in keinem Verhältnis und zeige das Demokratieverständnis der CSU-Regierung. Joachim Käppner kommentierte im gleichen Sinne in der Süddeutschen Zeitung in Bezug auf die scharfen Sicherheitsvorkehrungen, dass die Demonstrationsfreiheit ein Grundrecht und keine Zumutung sei: 

„Die Gegenbewegung wurde in den vergangenen Tagen fast schon hingestellt, als bestünde sie im Wesentlichen aus dem schwarzen Block, sie steht zumindest unter einer Art staatlichem Generalverdacht, Übles zu wollen.“

Theo Sommer nahm auf Zeit Online Stellung, das Format solcher Gipfeltreffen sei nicht mehr zeitgemäß. Es handele sich, wie sein Kollege Kurt Kister bereits geschrieben habe, um ein überflüssiges und teures Ritual, das meist Absichtserklärungen, aber keine verbindlichen Beschlüsse produziert habe. Der Gipfel sei entpolitisiert gewesen und habe sich stattdessen gesellschaftlichen Problemen zugewandt. Wichtige Mächte, etwa aus dem Mittleren Osten, seien außen vor geblieben. Gleichgesinnte hätten sich gegenseitig in ihren Meinungen bestätigt, es sei konstruktiver gewesen, Wladimir Putin einzuladen und zu integrieren.
Claus Leggewie und Dirk Messner verteidigten das Gipfeltreffen in der Zeit. Derartige Treffen bräuchten einen langen Atem, um mit anderen Allianzen zusammen komplexe Probleme schrittweise zu lösen. Auch wenn es der Gruppe der 7 an demokratischer Legitimation mangele, stelle sie ein Gegengewicht der Politik zur kapitalistischen Gesellschaft und Wirtschaft der „Megaunternehmen“ dar. „Etwas Weltregierung“ sei insofern notwendig. Gero von Randow lobte eine Woche später ebenfalls in der Zeit die „klimapolitische Revolution“, die auf Schloss Elmau beschlossen wurde. Zwar ändere ein Dokument noch nicht die Wirklichkeit, aber ein erster wichtiger Schritt zur weltweiten Energiewende sei getan. Staaten wie China könne man die Nutzung der in Deutschland inzwischen obsoleten Kernenergie nicht verwehren, Deutschland als Gastgeber des Gipfels stünde weltweit als Vorbild da.
Die während des Gipfels durchgeführten Grenzkontrollen führten, unabhängig von der Fahndung nach einreisenden Gewalttätern, zu 3.500 Festnahmen, 5.000 Durchsuchungen und Ermittlungen in 237 Fällen wegen Drogendelikten und 10.555 Verstößen gegen das Aufenthaltsgesetz. Dies brachte Joachim Herrmann und Armin Schuster dazu, andauernde, strengere Kontrollen zu fordern. „Schengen“ sei diesbezüglich gescheitert.